# 구자라트주

구자라트주의 위치

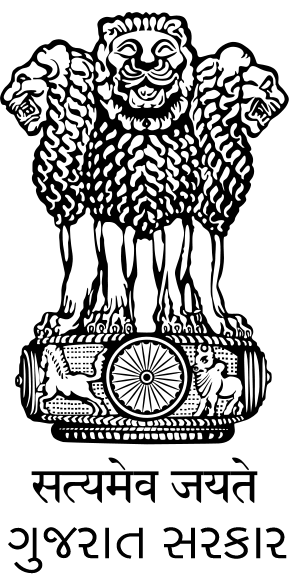
Official seal of Gujarat

구자라트주(구자라트어: ગુજરાત, Gujarat)는 인도의 서부에 있는 주이다. 면적은 19만 5,984 km2이다. 남쪽의 마하라슈트라주와 함께 봄베이주를 구성하고 있었으나 언어문제로 1960년에 분리, 구자라트어를 쓰는 북반부가 아마다바드를 주도로 하여 구자라트주로 독립했다. 북부는 쓸모없는 습지이나 남부는 기름진 평야여서 쌀·면화·보리·담배가 많이 난다.

## 인구
| 연도                  | 인구       | ±%     |
| --------------------- | ---------- | ------ |
| 1901                  | 9,094,748  | —      |
| 1911                  | 9,803,587  | +7.8%  |
| 1921                  | 10,174,989 | +3.8%  |
| 1931                  | 11,489,828 | +12.9% |
| 1941                  | 13,701,551 | +19.2% |
| 1951                  | 16,263,000 | +18.7% |
| 1961                  | 20,633,000 | +26.9% |
| 1971                  | 26,697,000 | +29.4% |
| 1981                  | 34,086,000 | +27.7% |
| 1991                  | 41,310,000 | +21.2% |
| 2001                  | 50,671,000 | +22.7% |
| 2011                  | 60,383,628 | +19.2% |
| 출처: Census of India |            |        |